# Солодководне
Солодково́дне — село в Україні, в Пологівському районі Запорізької області. Входить до складу Розівської селищної громади. Розташоване на північному схилі Приазовської височини за 45 км на північ від залізничної станції Розівка. Населення становить 401 осіб. До 2018 орган місцевого самоврядування - Солодководненська сільська рада.
Село тимчасово окуповане російськими військами 24 лютого 2022 року в ході російсько-української війни.

## Географія
Село Солодководне примикає до села Кобильне, на відстані 0,5 км від села Іванівка.

## Історія
- 1836 — дата заснування як село Бергталь.
- В 1917 році перейменовано в село Солодководне.
- 12 червня 2020 року, відповідно до розпорядження Кабінету Міністрів України № 713-р «Про визначення адміністративних центрів та затвердження територій територіальних громад Запорізької області», увійшло до складу Розівської селищної громади[1].
- 19 липня 2020 року, в результаті адміністративно-територіальної реформи та ліквідації  Розівського району увійшло до складу Пологівського району[2].

## Економіка
- «Солодководне», ТОВ.

## Об'єкти соціальної сфери
- Школа.
- Будинок культури.

## Постаті
- Ур Олександр Олександрович (1984—2018) — старший солдат Збройних сил України, учасник російсько-української війни.